# Rasovo
Rasovo (bulgariska: Расово) är ett distrikt i Bulgarien.   Det ligger i kommunen Obsjtina Medkovets och regionen Montana, i den nordvästra delen av landet, 110 km norr om huvudstaden Sofia.
Trakten runt Rasovo består till största delen av jordbruksmark. Runt Rasovo är det ganska glesbefolkat, med 23 invånare per kvadratkilometer.